# Правители Ирана
В данной статье представлен список правивших династий и правителей государств, созданных или охватывавших территорию современного Ирана до исламской революции 1979 года, вне зависимости от их этнического происхождения.

## Легендарные правители

### Пишдадиды
- Каюмарс (авест. Gayō Marətan)
- Хушанг (авест. Haošiiaŋha)
- Тахмурас (авест. Təxma-Urupi)
- Джамшид (авест. Yima-Xšaēta)
- Заххак/Биварасп (авест. Aži-Dahāka)
- Фаридун/Афридун (авест. Θraētaona)
- Ирадж (авест. Аiriia-Ča)
- Манучехр (авест. Manuščiθra)
- Новзар (авест. Nāoθara)
- Зов (ср.-перс. Uzāb, Auzāb)
- Гаршасп (авест. Sama Kərəšāspa)

### Кеяниды
- Кей-Кубад (авест. Kauui Kauuāta)
- Кей-Кавус (авест. Kauui Usan)
- Кей-Хосров (авест. Kauui Haosrauuaŋha)
- Кей-Лохрасп (авест. Kauui Auruuatāspa)
- Кей-Гуштасп (авест. Kauui Vištāspa)
- Кей-Бахман (авест. Kauui Wāhu-Manah)
- Хумай Шерзад[англ.] (авест. Humāiiā)
- Кей-Дараб/Дара I (др.-перс Dārayavauš)
- Дара II[англ.] (др.-перс Dārayavauš)

## Мидия
- 700 до н. э.—647 до н. э. — Дейок
- 647—625 — Фраорт
- 625—585 — Киаксар
- 585—550 — Астиаг

## Ахемениды
- Ахемен
- Теисп
- Кир I
- Камбис I
- 550—530 — Кир II Великий
- 530—522 — Камбис II
- 522 — Гаумата (самозванец)
- 522—486 — Дарий I Великий
- 486—465 — Ксеркс I
- 465—424 — Артаксеркс I Долгорукий
- 424 — Ксеркс II (только в собственно Персии)
- 424—423 — Согдиан (только в Персии и Эламе)
- 424—404 — Дарий II Ох
- 404—359 — Артаксеркс II Мнемон
- 359—338 — Артаксеркс III Ох
- 338—336 — Артаксеркс IV
- 336—330 — Дарий III Кодоманн
- 330—329 — Артаксеркс V

## Македония
- 336—323 — Александр Македонский
- 323—317 — Филипп III Арридей
- 323—309 — Александр IV

## Селевкиды

### Цари
- 311—281 — Селевк I Никатор (царь с 306)
- 281—261 — Антиох I Сотер (соправитель Селевка с 291)
- 261—246 — Антиох II Теос
- 246—225 — Селевк II Каллиник
- 225—223 — Селевк III Керавн
- 223—187 — Антиох III Великий
- 187—175 — Селевк IV Филопатор
- 175—164 — Антиох IV Эпифан
- 164—160 — Тимарх (узурпатор, правил в Мидии и Вавилоне)
- 164—162 — Антиох V Евпатор
- 162—150 — Деметрий I Сотер
- 150—145 — Александр Балас (узурпатор)
- 145—138 — Деметрий II Никатор
- 145—142 — Антиох VI Дионис Эпифан (сын Александра I Баласа, был провозглашён Диодотом Трифоном в противовес Деметрию II)
- 142—138 — Диодот Трифон (узурпатор, правил в Келесирии)
- 138—129 — Антиох VII Сидет

## Аршакиды

### Цари царей Парфии
- Аршак I (основатель династии)
- 247-211 — Тиридат I (Аршак II)
- 211-191 — Артабан I (Аршак III)[1]
- 191-176 — Фриапатий (Аршак IV)[1]
- 176-171 — Фраат I (Аршак V)[2]
- 171-132 — Митридат I (Аршак VI)[2][3]
- 132-127 — Фраат II (Аршак VII)[3]
- 127-124 — Артабан II (Аршак VIII)[3]
- 124-88 (91)? — Митридат II (Аршак IX)[4]
- ок. 88-80 (91-87/88)? — Готарз I [2][3]
- ок. 87-80 — Митридат (III)?
- ок. 80-76 — Ород I
- ок. 76-69 — Санатрук (Аршак X)[2]
- 69-57 — Фраат III Теос (Аршак XI)[2]
- 57-54 — Митридат III (IV) (Аршак XII)
- 57-38 — Ород II (Аршак XIII)
- ок. 51-38 — Пакор I
- 38-32; 30-2 — Фраат IV (Аршак XIV)
- ок. 32-30; 26-25 — Тиридат II (узурпатор)
- 2 до н. э.-4 н. э. — Фраатак (Аршак XV) и Муза
- 4-7 — Ород III (Аршак XVI)
- 7-12 — Вонон I (Аршак XVII)
- 12-38 — Артабан III (Аршак XVIII)
- ок. 35-36 — Тиридат III
- ок. 37-38 — Киннам? (узурпатор)
- ок. 38-46/47 — Вардан I (Аршак XIX)
- 38-51— Готарз II (Аршак XX)
- ок. 51 — Вонон II  (Аршак XXI)
- 51-78 — Вологез I (Аршак XXII)
- 55-58 — Вардан II
- 78-109 (115)? — Пакор II (Аршак XXIII)
- ок. 78-80 — Вологез (II)?
- ок. 80-81 — Артабан IV
- 109-116; 117-129 — Хосрой (Аршак XXIV)
- 116-117 — Парфамаспат
- 129-147 — Вологез II (III) (Аршак XXV)
- 129-147 (140)? — Митридат IV (V)
- 147-191— Вологез III (IV)  (Аршак XXVI)
- 191-208 — Вологез IV (V)  (Аршак XXVII)
- ок. 190-191 — Хосрой II ?
- 208-228 — Вологез V (VI) (Аршак XXVIII)
- ene
- ок. 213-224 — Артабан V (Аршак XXIX)
- ок. 226-227/228 — Артавазд?

## Сасаниды
- 227—241 — Ардашир I Папакан
- 241—272 — Шапур I
- 272—273 — Ормизд-Ардашир
- 273—276 — Бахрам I
- 276—293 — Бахрам II
- 293 — Бахрам III
- 293—302 — Нарсе
- 302—309 — Ормизд II
- 309 — Адурнарсе
- 309—379 — Шапур II Великий
- 379—383 — Ардашир II
- 383—388 — Шапур III
- 388—399 — Бахрам IV Кирманшах
- 399 (72 дня) — Йездигерд Короткий
- 399—420 — Иездигерд I Грешник
- 420 — Хосров Узурпатор
- 420—438 — Бахрам V Гур
- 438—457 — Йездигерд II
- 457—459 — Ормизд III
- 459—484 — Пероз I (Фируз)
- 484—488 — Балаш
- 488—497 — Кубад I
- 497—499 — Джамасп
- 499—531 — Кубад I
- 531—579 — Хосров I Анушираван
- 579—590 — Ормизд IV Тюркзаде
- 590—591 — Бахрам Чубин (не  Сасанид)
- 591—628 — Хосров II Парвиз
- 628 (март-октябрь) — Кубад II Шируйе
- 628—630 — Ардашир III
- 630 (апрель-июнь) — Фаррухан Шахрвараз (не Сасанид)
- ок. 630 (май-июль) — Хосров III
- 629—631 — Борандохт (Боран)
- ок. 630 — Шапур Шахрвараз
- 631 (октябрь-декабрь) — Пероз II Гушнаспдех
- 631—632 — Азармедохт
- 630—631 — Фаррух-Ормизд V  (не Сасанид)
- ок. 630—632 — Ормизд VI
- ок. 630—632 — Хосров IV
- 631 (март-апрель) — Фаррухзад Хосров V
- 632—651 — Йездигерд III

## В составе Арабского халифата
- Усман ибн Аффан (651 - 656)
- Али ибн Абу Талиб (656 - 661)

## Саффариды
- 867—879 — Якуб
- 879—910 — Амир I
- 901—902 — Тахир

## Период зависимости
- В 902—1118 годах на территории Ирана мелкие государства
- В 1037—1194 — в составе Сельджукского государства
- В 1194—1221 — в составе Хорезма
- В 1221—1253 — большая часть Ирана под властью монголов
- В 1253—1295 — вассалы монголов, в 1256—1343 — в составе государства Ильханов (Хулагуидов)
- В 1343—1380 годах на территории Ирана мелкие государства
- В 1380—1449 — в составе государства Тимуридов
- В 1449—1502 — западная часть Ирана попеременно в составе государств Кара-Коюнлу и Ак-Коюнлу.

## Сефевиды
- 1501—1524 — Исмаил I Хатаи
- 1524—1576 — Тахмасп I
- 1576—1577 — Исмаил II
- 1578—1587 — Мухаммед Худабенде
- 1588—1629 — Аббас I Великий
- 1629—1642 — Сефи I
- 1642—1667 — Аббас II
- 1666—1694 — Сулейман I Сефи
- 1694—1722 — Султан-Гусейн I
- 1723—1732 — Тахмасп II
- 1732—1736 — Аббас III

## Афшариды
- 1736—1747 — Надир-шах
- 1747—1748 — Адиль
- 1748—1749 — Шакрух
- 1749—1749 — Ибрагим

## Зенды
- 1750—1779 — Керим-хан
- 1779—1781 — Мохаммед Садек
- 1781—1785 — Али Мурад
- 1785—1789 — Джафар
- 1789—1794 — Лотф-Али

## Каджары
- 1794—1797 — Ага Мохаммед-хан Каджар
- 1797—1834 — Фетх Али-шах
- 1834—1848 — Мохаммед-шах Каджар
- 1848—1896 — Насреддин-шах Каджар
- 1896—1907 — Мозафереддин-шах Каджар
- 1907—1909 — Мохаммед Али-шах
- 1909—1925 — Султан Ахмад-шах (с 1925 года — в изгнании)

## Пехлеви
- 1925—1941 Реза Пехлеви
- 1941—1979 Мохаммед Реза Пехлеви (с 1979 года — в изгнании)

## Современность
- С 1979 года — теократическая республика

## Пояснение
Название Ирана происходит от авест. Airyānam Vaeja и др.-перс. Aryānam Vaeja, что приблизительно означает «Страна Ариев». В эпоху Ахеменидов (550—327 годы до н. э.) понятие «Aryānam Vaeja» трансформировалось в «Aryānam Xšaθram» — «Государство Ариев». От др.-перс. Aryānam Xšaθram происходит название Ирана при Аршакидах (250 год до н. э. — 224 годы н. э.) — Aryānšaθr (Арияншахр). Название государства Сасанидов (224—651 годы) — Erānšahr (Эрāншахр) происходит от авест. Airyānam Xšaθram. Авестийский дифтонг «ai» трансформировался в пехл. «е» — «Erān».
Персией Иран называли древние греки по центральной области Парс — современный остан Фарс.